# Uçhisar
Uçhisar – miasto w Turcji, w Kapadocji, w centralnej Anatolii. Podobnie jak w innych miejscowościach Kapadocji, w Uçhisar znajdują się jaskinie niegdyś zamieszkiwane przez ludzi. Uçhisar leży w odległości czterech kilometrów na południowy zachód od Göreme.